# El Matrero
El Matrero es una ópera en tres actos del compositor Felipe Boero sobre un libreto del escritor Yamandú Rodríguez.

## Acto I
La acción se desarrolla en una estancia del litoral argentino.
Cae la tarde. En el rancho de don Liborio se celebra una fiesta con guitarras, cantos y taba. Hay clima de alegría pero ronda una inquietud que se instala en las conversaciones: el matrero, que anda por los montes huyendo de la justicia y a quien nadie ha visto aún. Irrumpe Pontezuela seguida de los peones y de Zoilo. Ella, a caballo, ha seguido a un rubio sospechoso que se movía en las sombras.
Los peones, atemorizados, le reprochan su temeridad inútil y le preguntan si no podría tratarse del matrero. Pontezuela se burla de todos los miedos: era tan sólo un nido de hornero caído en la noche. Se oye afuera un preludio de guitarras; es Pedro Cruz, que con voz enamorada viene a buscar a Pontezuela; se anuncia cantor y poeta, y lo reciben con hospitalidad criolla; pero el rudo temperamento de la joven rechaza las delicadezas de su amor romántico.
De pronto se produce alarma general. Zoilo cree haber reconocido en el caballo del cantor, al del Matrero. Todo el paisanaje, facón en mano, rodea al recién llegado; pero Don Liborio, para quien el huésped es sagrado, sale en defensa de su invitado, y mientras la gente se va, llevándose sus temores, el anciano se queda en el rancho vigilando. 

### Acto II
La siesta. Don Liborio, Pedro Cruz y Zampayo charlan. El poeta se burla de los temores del pago, diciendo que las versiones sobre su persona son invenciones del miedo. Zoilo recoge la ofensa y con facón en mano comienza una disputa; el huésped mantiene una actitud cobarde y tímida. Insiste en conquistar a Pontezuela, quien lo rechaza con dureza. Cruz pide apoyo al viejo; Don Liborio le dice que su hija no ha de unirse al poeta vagabundo, espera para ella un hombre nuevo, trabajador y tranquilo. Pedro Cruz promete dedicarse a las faenas del campo; bajo tal condición el viejo acepta. Llegan en ese momento los peones vecinos, hasta juntarse todo el pago, para buscar al Matrero oculto en el pajonal: lo traerán vivo o muerto. Salen todos menos Cruz, a quien Liborio promete conceder la doncella gaucha.

### Acto III
Cae la tarde. Hablan padre e hija. El viejo le ofrece como compañero al cantor. Ella se rebela; no es mujer vulgar; ha luchado y trabajado como hombre y quiere ser la dueña de su elección. 
Llega Pedro Cruz y al anunciarle Don Liborio su fracaso, intenta convencerla anunciando su cambio de vida. Pero choca con la verdad: Pontezuela ama a otro. Y con emoción, confiesa que se trata del Matrero. Su alma femenina está prendada de la hazaña y del esfuerzo, del valor y del romance. Don Liborio, al oírla, ordena a sus peones la muerte del perseguido, pero Cruz promete traer a Pontezuela su novio de ensueño.
Prenden fuego al pajonal, las llamas acorralan al prófugo, mientras la muerte lo busca y lo cerca, Pontezuela siente que más lo quiere cuanto más lo persiguen. Entra Pedro, moribundo, exclamando: “¡Yo soy tu novio, el Matrero!”... Cae el gaucho romanesco y al lado del cadáver queda don Liborio, el triunfo del trabajo, y Pontezuela, la mujer gaucha.

## Estilo

### Libreto
El libreto es una obra de teatro de Yamandú Rodríguez (*25 de mayo de 1891, Montevideo - 15 de marzo de 1957, idem), poeta, dramaturgo y narrador uruguayo.

### Música
La música de Boero combina hábilmente efectos sonoros propios del folclore argentino con elementos melódicos italianizantes y frases veristas. Sirviéndose del recitativo, el arioso o el aria, logró adecuar exitosamente un texto plagado de modismos locales. La vívida pintura gauchesca fue reforzada con espléndidas estilizaciones de danzas nativas, siendo la media caña uno de sus fragmentos más difundidos.

## Datos históricos

### Creación
Escrita en 1925, fue estrenada el 12 de julio de 1929 en el Teatro Colón de Buenos Aires, dirigida por Héctor Panizza; llegando a ser un hito en la historia de la música sudamericana. Sólo en este teatro fue interpretada más de cincuenta veces. Felipe Boero fue pionero en utilizar libretos en castellano, abriendo la puerta a un importante desarrollo literario del género en español y con ella, llegó a plasmar una de las obras más representativas del teatro lírico de su país.

### Reparto del estreno
| Personaje                                   | Tipo de voz  | Elenco Premier       |
| ------------------------------------------- | ------------ | -------------------- |
| Pedro Cruz, payador enamorado de Pontezuela | tenor        | Pedro Mirassou       |
| Pontezuela, joven valerosa                  | mezzosoprano | Nena Juárez          |
| Don Liborio, padre de Pontezuela            | barítono     | Apollo Granforte     |
| Zampayo                                     | tenor        | Atilio Muzio         |
| Liberato                                    | barítono     | Fernando Traverso    |
| Zoilo, capataz                              | bajo         | Ricardo Miguez       |
| Pancita                                     | soprano      | Tina de Bary         |
| Jacinta                                     | mezzosoprano | Josefina Cattaneo    |
| Pirincho                                    | tenor        | Antonio Di Siervi    |
| Aguará                                      | tenor        | Adeo Dellamelle      |
| Braulio                                     | barítono     | Humberto Lambertucci |
| León                                        | tenor        | Mateo Tomas          |
| Rudecinco                                   | bajo         | Carlos Rattaro       |
| Margarito                                   | bajo         | Carlos Pederzani     |
| El arriero                                  |              | Ricardo Domínguez    |
| Coro                                        | coro mixto   |                      |

### Recepción
Escrita en 1925, fue estrenada el 12 de julio de 1929 en el Teatro Colón de Buenos Aires, dirigida por Héctor Panizza; llegando a ser un hito en la historia de la música sudamericana. Sólo en este teatro fue interpretada más de cincuenta veces.
Fue adaptada al cine por Orestes Caviglia en 1939, contando con las actuaciones de Agustín Irusta y Amelia Bence.

## Literatura complementaria
- Música Clásica en la Argentina
- Óperas-Colón de Buenos Aires

- Pahlen, Kurt (diciembre de 2004). Diccionario de la ópera (1ª ed. edición). Emecé. p. 71. ISBN 950-04-2618-8.